# Міжнародний гандбольний турнір чемпіонів Добоя
Міжнародний гандбольний турнір чемпіонів Добоя (серб. Међународни рукометни турнир шампиона Добој) — клубний товариський міжнародний турнір з гандболу серед чоловічих команд, який проходить щорічно в місті Добой, Республіка Сербська, Боснія і Герцеговина.

## Історія
Перший гандбольний турнір відбувся в Добої ще в 1965 році - в ньому брали участь виключно команди з Югославії, а переможцем став клуб «Партизан» з міста Грачаниця. Іноземні команди дебютували на турнірі в сезоні 1969 років, організатори видали спеціальне запрошення трьом закордонним командам: чеському «Богеміанс» з Праги, румунському «Динамо» з Брашова й угорському «Спартаку» з Будапешта. У 1970 році вперше була здійснена телевізійна трансляція турніру — державна телекомпанія Югославії записала і показала фінальний матч між сербським «Борацом» з Баня-Луки і чеської «Дуклою» з Праги.
Турнір не проводився в період 1992-1996 років через громадянську війну на території Югославії, однак потім відновився, й влаштовується до цього дня. У лютому 2011 року Міжнародна федерація гандболу (ИГФ) включила Міжнародний гандбольний турнір чемпіонів Добо в свій офіційний календар змагань. В даний час фінансову підтримку турніру головним чином надають Уряд Республіки Сербської, Рада міністрів Боснії і Герцеговини й адміністрація міста Добой.
Найтитулованішим учасником Міжнародного гандбольного турніру чемпіонів Добоя є хорватський «Партизан» з міста Б'єловара, який перемагав тут шість разів. Другий рядок між собою ділять московський ЦСКА і сербський «Борац», мають по чотири перемоги кожен.

## Регламент турніру
У турнірі щорічно беруть участь вісім клубів, постійним учасником є команда-господарка «Слога», тоді як сім інших учасників приїжджають за спеціальним запрошенням, яке видається організаторами. Команди діляться на дві групи, де кожна по черзі грає одна з одною: команда, які посіли перші місця в групах відразу виходять у фінальну стадію, в той час як команди, які зайняли другі місця, борються за бронзові нагороди. На матчах працюють судді міжнародної та федеральної категорій. Призери турніру отримують грошову винагороду, в останні роки вона становило 15 тис. євро за перше місце, 10 тис. євро за друге місце і 5 тис. євро за третє місце. Додатково передбачені призи найціннішому гравцеві турніру, приз найкращому воротарю, приз найкращому бомбардиру, приз за чесну гру.

## Переможці турніру
| I       | 1965. | Партизан Грачаниця     |               |               |               |               |               |
| II      | 1966. | Партизан Добой         |               |               |               |               |               |
| III     | 1967. | Борац Баня-Лука        |               |               |               |               |               |
| IV      | 1968. | Партизан Б'єловар      |               |               |               |               |               |
| V       | 1969. | Партизан Б'єловар      |               |               |               |               |               |
| VI      | 1970. | Борац Баня-Лука        |               |               |               |               |               |
| VII     | 1971. | Борац Баня-Лука        |               |               |               |               |               |
| VIII    | 1972. | Гуммерсбах             |               |               |               |               |               |
| IX      | 1973. | Борац Баня-Лука        |               |               |               |               |               |
| X       | 1974. | Црвена звездо Белград  |               |               |               |               |               |
| XI      | 1975. | Партизан Б'єловар      |               |               |               |               |               |
| XII     | 1976. | Партизан Б'єловар      |               |               |               |               |               |
| XIII    | 1977. | Партизан Б'єловар      |               |               |               |               |               |
| XIV     | 1978. | Партизан Б'єловар      |               |               |               |               |               |
| XV      | 1979. | ЦСКА Москва            |               |               |               |               |               |
| XVI     | 1980. | Стяуа Бухарест         |               |               |               |               |               |
| XVII    | 1981. | Стяуа Бухарест         |               |               |               |               |               |
| XVIII   | 1982. | ЦСКА Москва            |               |               |               |               |               |
| XIX     | 1983. | Металопластика Шабац   |               |               |               |               |               |
| XX      | 1984. | ЦСКА Москва            |               |               |               |               |               |
| XXI     | 1985. | Црвенка                |               |               |               |               |               |
| XXII    | 1986. | Металопластика Шабац   |               |               |               |               |               |
| XXIII   | 1987. | Слога Добой            |               |               |               |               |               |
| XXIV    | 1988. | ЦСКА Москва            |               |               |               |               |               |
| XV      | 1989. | Црвена звезда Белград  |               |               |               |               |               |
| XXVI    | 1990. | Веспрем                |               |               |               |               |               |
| XXVII   | 1991. | Пролетер Зренянин      |               |               |               |               |               |
|         | 1992. | не проводився          | не проводився | не проводився | не проводився | не проводився | не проводився |
|         | 1993. | не проводився          | не проводився | не проводився | не проводився | не проводився | не проводився |
|         | 1994. | не проводився          | не проводився | не проводився | не проводився | не проводився | не проводився |
|         | 1995. | не проводився          | не проводився | не проводився | не проводився | не проводився | не проводився |
| XXIII   | 1996. | Пелістер Бітола        |               |               |               |               |               |
| XXIX    | 1997. | Пелістер Бітола        |               |               |               |               |               |
| XXX     | 1998. | Партизан Белград       |               |               |               |               |               |
| XXXI    | 1999. | Желєзнічар Ніш         |               |               |               |               |               |
| XXXII   | 2000. | Сінтелон Бачка-Паланка |               |               |               |               |               |
| XXXIIII | 2001. | Пік Сегед              |               |               |               |               |               |
| XXXIV   | 2002. | Кретей                 |               |               |               |               |               |
| XXXV    | 2003. | Вардар Скоп'є          |               |               |               |               |               |
| XXXVI   | 2004. | Партизан Белград       |               |               |               |               |               |
| XXXVII  | 2005. | Гопінген               |               |               |               |               |               |
| XXXVIII | 2006. | Чеховські ведмеді      |               |               |               |               |               |
| XXXIX   | 2007. | Адемар Леон            |               |               |               |               |               |
| XL      | 2008. | Нордгорн               |               |               |               |               |               |
| XLI     | 2009. | Вардар Скоп'є          |               |               |               |               |               |
| XLII    | 2010. | Сьюдад-Реал            |               |               |               |               |               |
| XLIII   | 2011. | Барселона              |               |               |               |               |               |
| XLIV    | 2012. | Барселона              |               |               |               |               |               |
| XLV     | 2013. | Татран Пряшів          |               |               |               |               |               |
| XLVI    | 2014. | Татран Пряшів          |               |               |               |               |               |